# City Building
City Building je série historických budovatelských strategií, které vyvinula studia Impressions Games, BreakAway Games a Tilted Mill Entertainment a vydala společnost Sierra Entertainment. Studio BreakAway Games pracovalo na rozšíření Cleopatra: Queen of the Nile a Tilted Mill Entertainment vyvinulo od uzavření Impressions Games v dubnu 2004 poslední dvě hry série. Prvním dílem se roku 1992 stala hra Ceaser, zasazená ve starověkém Římě, a posledním dílem je Caesar IV z roku 2006, jež se odehrává ve stejném období.
City Building bylo připodobňováno k sérii SimCity, ve které hráč také buduje a stará se o chod a rozvoj města. Hry se však v případě série City Building odehrávají v antických oblastech, jako je Řím, Řecko, Egypt a Čína.

## Hry
| 1992      | Caesar                                      |
| 1993–1994 |                                             |
| 1995      | Caesar II                                   |
| 1996–1997 |                                             |
| 1998      | Caesar III                                  |
| 1999      | Pharaoh                                     |
| 2000      | Cleopatra: Queen of the Nile (datadisk)     |
| 2000      | Zeus: Master of Olympus                     |
| 2001      | Poseidon: Master of Atlantis (datadisk)     |
| 2002      | Emperor: Rise of the Middle Kingdom         |
| 2003      |                                             |
| 2004      | Immortal Cities: Children of the Nile       |
| 2005      |                                             |
| 2006      | Caesar IV                                   |
| 2007      |                                             |
| 2008      | Children of the Nile: Alexandria (datadisk) |
| 2009–2020 |                                             |
| 2021      | Pharaoh: A New Era (remake)                 |
| TBA       | Medieval Mayor                              |

### Starověký Řím

#### Caesar
Caesar je prvním dílem v budovatelské sérii City Building. Byl vydán v roce 1992 pro Amigu a v roce 1993 pro platformy Atari ST, MS-DOS a Macintosh. V témže roce byla hra vydána pro Amigu ve verzi Caesar Deluxe. Ceaser může působit podobným dojmem jako SimCity, a to například podobnou grafikou, rozhraním či chodem měst. Hra je zasazena ve starověkém Římě, ve kterém se hráč ujímá role římského guvernéra.

#### Caesar II
Caesar II byl vydán v roce 1995 pro platformy MS-DOS a Microsoft Windows a o rok později pro osobní počítače Macintosh. Hra byla přirovnávána k SimCity 2000.

#### Caesar III
Caesar III byl vydán 30. září 1998 pro osobní počítače s Microsoft Windows a v roce 1999 pro Mac OS. V porovnání s předchozím dílem je Caesar III náročnější a obsahuje více výzev a úkolů, klíčovým se stal také obchod.

#### Caesar IV
Caesar IV byl vydán pro platformu Microsoft Windows, a to 26. září 2006 v Severní Americe a 20. října 2006 v Evropě. Hra má trojrozměrnou realistickou grafiku a individuální modelování chování postav; je také více interaktivní a obsahuje detailnější design a hratelnost. Podobně jako původní díly je Caesar IV zasazen ve starověkém Římě.

### Starověký Egypt

#### Pharaoh
Pharaoh byl vydán v roce 1999 pro osobní počítače s Microsoft Windows. Hra běží na stejném enginu a funguje na stejných principech jako Caesar III. Jedná se o první hru v sérii City Building, která se neodehrává ve starověkém Římě; v tomto případě je zasazena do starověkého Egypta. Vydání se dočkalo také jedno rozšíření s názvem Cleopatra: Queen of the Nile, které šlo v roce 2001 zakoupit společně s hlavní hrou ve verzi Pharaoh Gold.

#### Immortal Cities: Children of the Nile
Immortal Cities: Children of the Nile bylo vydáno pro platformu Microsoft Windows, a to v listopadu 2004 v Severní Americe a v únoru 2005 v Evropě. Hra je zasazena do prostředí starověkého Egypta. Při vývoji byl použit nový herní engine, čímž došlo k přepracování hratelnostních a grafických prvků. Ve hře je vedle stavění budov a uctívání božstev kladen důraz také na obyvatele a jejich spokojenost. V září 2008 byl vydán datadisk s názvem Children of the Nile: Alexandria.

#### Pharaoh: A New Era
V srpnu 2020 bylo oznámeno, že je ve vývoji remake hry s názvem Pharaoh: A New Era. Pracovali na něm studia Triskell Interactive a Dotemu a byl vydán v 15. února 2023. Hra je vyvinuta pro nové operační systémy s vylepšeným uživatelským rozhraním a novými herními módy a obsahuje původní kampaně ze hry Pharaoh a expanze Cleopatra.

### Starověké Řecko

#### Zeus: Master of Olympus
Zeus: Master of Olympus byl vydán v roce 2000 pro Microsoft Windows. Jedná se o první a jediný díl v sérii, který je zasazený ve starověkém Řecku. Některé mechaniky hry byly pozměněny, ve většině aspektech je však Zeus považován za podobný svému předchůdci, hře Caesar III. Vydání se dočkalo také jedno rozšíření, jež se jmenuje Poseidon: Master of Atlantis.

### Starověká Čína

#### Emperor: Rise of the Middle Kingdom
Emperor: Rise of the Middle Kingdom byl vydán 9. září 2002 pro osobní počítače s Microsoft Windows a je zasazen ve starověké Číně. Jedná se o poslední díl série, ve kterém je použita dvourozměrná izometrická grafika. Dále v něm došlo ke změnám v hratelnosti, například ke snížení obtížnosti nepřátelských armád, a byl nově přidán i multiplayer.

### Středověk

#### Medieval Mayor
Medieval Mayor měl být dílem zasazeným v období středověku. Hru vyvíjelo studio Tilted Mill Entertainment pro osobní počítače a tablety s pomocí původního 2D enginu. Dne 11. října 2013 bylo oznámeno, že je hra kvůli finančním a produkčním problémům odložena na dobu neurčitou.